# Georg Kinsky
Georg Ludwig Kinsky (ur. 29 września 1882 w Kwidzynie, zm. 7 kwietnia 1951 w Berlinie) – niemiecki muzykolog.

## Życiorys
Od 1898 roku mieszkał w Berlinie, początkowo zajmował się handlem muzykaliami i pracował w antykwariacie naukowym. W zakresie muzyki był samoukiem. W 1908 roku został zatrudniony jako pracownik pomocniczy w berlińskiej Staatsbibliothek. W latach 1909–1926 był konserwatorem i kierownikiem Musikhistorisches Museum W. Heyer w Kolonii. Sporządził katalog zbiorów muzealnych, organizował wykłady oraz koncerty na instrumentach historycznych. Od 1922 do 1932 roku wykładał notację, instrumentoznawstwo, bibliografię muzyczną i technikę wydawniczą na Uniwersytecie Kolońskim. W 1925 roku uzyskał stopień doktora na podstawie dysertacji Doppelrohrblatt-Instrumente mit Windkapsel (opubl. w „Archiv für Musikwissenschaft” VII, 1925). Po dojściu do władzy nazistów pracował prywatnie. W 1944 roku jego zbiory i dokumentacje zostały skonfiskowane przez władze, a sam Kinsky zesłany do obozu pracy, w którym przebywał do wyzwolenia. Po 1945 roku ukończył sporządzony w 1930 roku katalog kolekcji Louisa Kocha i pracował nad katalogiem tematycznym dzieł Ludwiga van Beethovena, opublikowanym po jego śmierci przez Hansa Halma.

## Ważniejsze prace
(na podstawie materiałów źródłowych)
- Musikhistorisches Museum von Wilhelm Heyer in Cöln (tom I 1910, tom II 1912, tom IV 1916, tom III nie ukazał się, rękopis zaginiony)
- Kleiner Katalog der Sammlung alter Musikinstrumente (Kolonia 1913)
- Geschichte der Musik in Bildern, wspólnie z Robertem Haasem i Hansem Schnoorem (Lipsk 1929)
- Erstlingsdrucke der deutschen Tonmeister der Klassik und Romantik (Wiedeń 1934)
- Die Originalausgaben der Werke Johann Sebastian Bachs (Wiedeń 1937)
- Manuskripte, Briefe, Dokumente von Scarlatti bis Stravinsky, Katalog der Musik-autographen-Sammlung Louis Koch (Stuttgart 1951)
- Der Werk Beethovens: Thematisch-Bibliographisches Verzeichnis siner sämtlichen vollendeten Kompositionen (Monachium–Duisburg 1955, red. Hans Halm)